# Conseil départemental des Ardennes
Le conseil départemental des Ardennes est l'assemblée délibérante du département français des Ardennes, collectivité territoriale décentralisée. Son siège se trouve à Charleville-Mézières.

## Le président
Le président du conseil départemental des Ardennes est Noël Bourgeois (DVD-LR) depuis le 16 octobre 2017.

### Liste des présidents

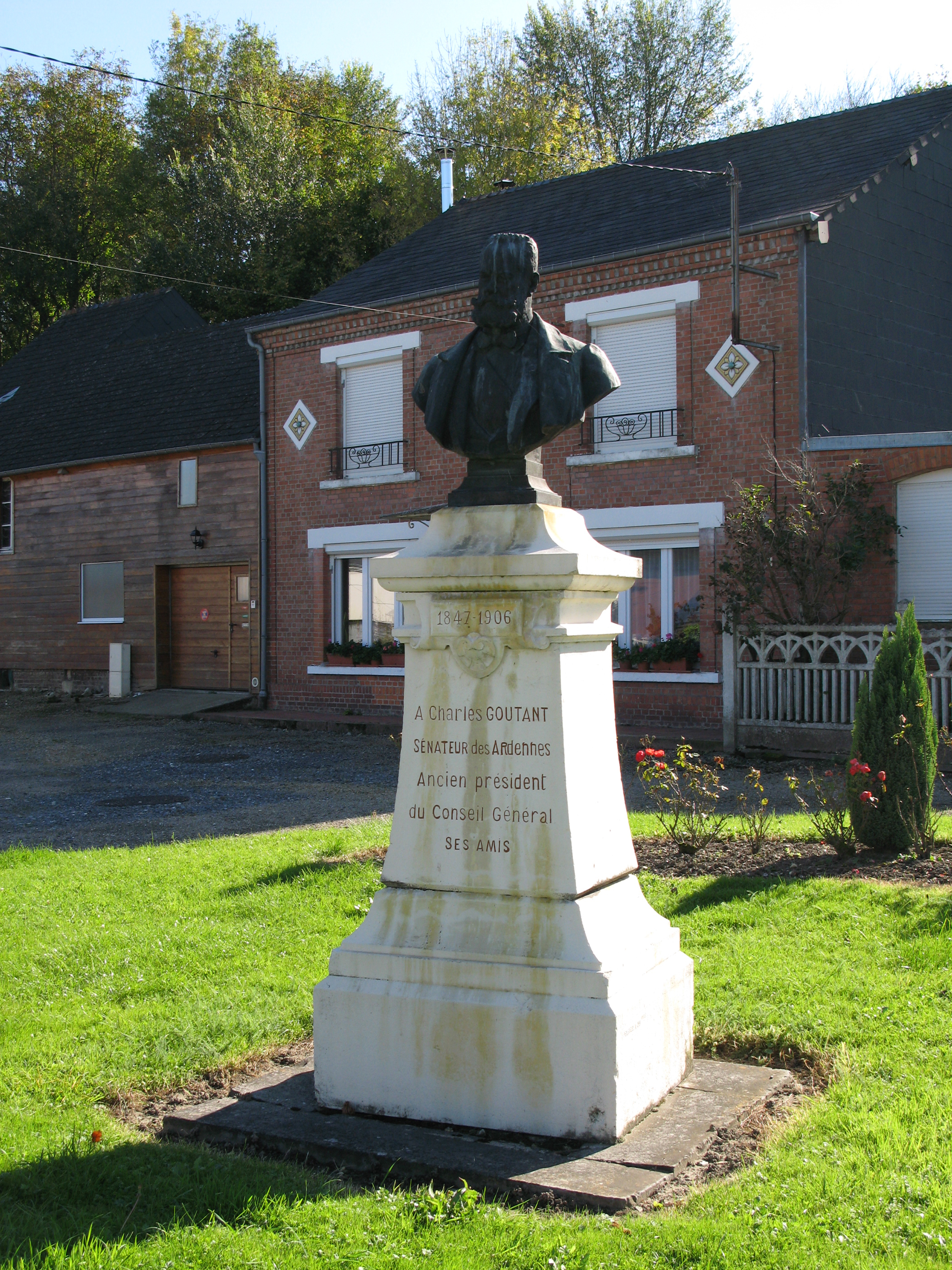
Monument érigé à la mémoire de Charles Goutant, à Liart.

| Période | Période  | Nom                      | Appartenance politique                                                                            | Appartenance politique                   | Fonction                                                      |
| Début   | Fin      | Nom                      | Appartenance politique                                                                            | Appartenance politique                   | Fonction                                                      |
| ------- | -------- | ------------------------ | ------------------------------------------------------------------------------------------------- | ---------------------------------------- | ------------------------------------------------------------- |
| 1871    | 1880     | Alfred Chanzy            |                                                                                                   | Centre gauche                            | Général, gouverneur d'Algérie, député                         |
| 1880    | 1893     | Théophile Armand Neveux  |                                                                                                   | Radical                                  | Député, Sénateur, maire de Rocroi                             |
| 1893    | 1898     | Louis Tirman             |                                                                                                   | Gauche républicaine                      | Sénateur, gouverneur d'Algérie, préfet                        |
| 1898    | 1901     | Ernest Couet             |                                                                                                   |                                          |                                                               |
| 1901    | 1904     | Charles Goutant          |                                                                                                   | GD                                       | Architecte, sénateur                                          |
| 1904    | 1912     | Gustave Gobron           | Radical                                                                                           | Député, Sénateur                         |                                                               |
| 1912    | 1924     | Henri Dunaime            | Gauche radicale                                                                                   | Juriste, Député                          |                                                               |
| 1924    | 1938     | Lucien Hubert            | Rad. ind.                                                                                         | Député, Sénateur, ministre de la Justice |                                                               |
| 1938    | 1940     | Lucien Jullich           | Rad. ind.                                                                                         | Médecin                                  |                                                               |
| 1940    | 1945     | Conseil général suspendu | Conseil général suspendu                                                                          | Conseil général suspendu                 | Conseil général suspendu                                      |
| 1945    | 1955     | Jacques Bozzi            |                                                                                                   | SFIO                                     | Professeur, Député, Sénateur, Maire de Charleville, résistant |
| 1955    | 1967     | Camille Lassaux          |                                                                                                   | SFIO                                     |                                                               |
| 1967    | 1973     | Camille Titeux           | Ouvrier, Député, résistant                                                                        | SFIO                                     |                                                               |
| 1973    | 1976     | René Tinant              |                                                                                                   | CD                                       | Sénateur, maire de Cauroy                                     |
| 1976    | 1979     | Eugène Cuif              |                                                                                                   | DVD                                      | Agriculteur, Sénateur                                         |
| 1979    | 1982     | Gabriel Sacrez           |                                                                                                   | RPR                                      |                                                               |
| 1982    | 1995     | Jacques Sourdille        | Médecin, Député, Sénateur, Secrétaire d'Etat, Président du conseil régional de Champagne-Ardennes | RPR                                      |                                                               |
| 1995    | 2004     | Roger Aubry              |                                                                                                   | DVD                                      |                                                               |
| 2004    | 2017     | Benoît Huré              |                                                                                                   | UMP puis LR                              | Agriculteur, Sénateur                                         |
| 2017    | En cours | Noël Bourgeois           | LR                                                                                                | Fonctionnaire, Maire d'Attigny           |                                                               |

## Les vice-présidents
Voici la liste des vice-présidents en date du 1er mars 2024.
| Nom              | Parti politique | Parti politique | Délégation |
| ---------------- | --------------- | --------------- | --- |
| Anne Dumay       |                 | DVD             | 1ère Vice-présidente, déléguée à la Maison Départementale des Personnes Handicapées, aux Personnes âgées et aux Personnes handicapées         |
| Jean Godard      |                 | DVD             | 2ème Vice-président, délégué du Président au Revenu de Solidarité Active et à l'Insertion et Fonds Sociaux Européens                          |
| Anne Fraipont    |                 | LR              | 3ème Vice-présidente, déléguée à la Protection de l'enfance, la Protection maternelle et infantile et au Foyer départemental de l'enfance     |
| Marc Wathy       |                 | LR              | 4ème Vice-président |
| Odile Berteloodt |                 | DVD             | 5ème Vice-présidente, déléguée au développement durable, à l'agriculture et au Laboratoire départemental d'analyses                           |
| Renaud Averly    |                 | DVD             | 6ème Vice-président |
| Marie-José Moser |                 | LR              | 7ème Vice-présidente, déléguée à l'Action sociale et aux Aides individuelles au logement                                                      |
| Brice Fauvarque  |                 | LR              | 8ème Vice-président, chargé des coopérations transfrontalières et programmes Interreg Président de la Stratégie de l’Ardenne transfrontalière |

## Les conseillers départementaux
Le conseil général des Ardennes comprend 38 conseillers départementaux issus des 19 cantons des Ardennes.
| Président du Conseil départemental |       |       |      |                         |
| Noël Bourgeois (LR)                |       |       |      |                         |
| Parti                              | Sigle | Sigle | Élus | Groupes                 |
| Majorité (28 sièges)               |       |       |      |                         |
| Divers droite                      |       | DVD   | 13   | Majorité départementale |
| Les Républicains                   |       | LR    | 11   | Majorité départementale |
| Horizons                           |       | HOR   | 2    | Majorité départementale |
| Divers gauche                      |       | DVG   | 1    | Majorité départementale |
| Opposition (8 sièges)              |       |       |      |                         |
| Divers gauche                      |       | DVG   | 5    | Les Ardennes en action  |
| Parti socialiste                   |       | PS    | 3    | Les Ardennes en action  |
| Non inscrits (2 sièges)            |       |       |      |                         |
| Renaissance                        |       | RE    | 1    | Non inscrits            |
| Sans étiquette                     |       | SE    | 1    | Non inscrits            |

## Identité visuelle (logo)
Le premier logo du département mis en place en 1992 est élaborée par Michel Oury.

Logo des Ardennes (conseil général) de 1992 à 2008
Logo des Ardennes (conseil général) de 2008 à 2015
Logo des Ardennes (conseil départemental) depuis 2015

## Budget
Le budget 2008 est de 369,43 millions d'euros.
Le budget primitif 2014 a un montant total de 427 millions d'euros (hors mouvements financiers)

### Budget d'investissement
| Domaine d'investissement             | Investissement |
| ------------------------------------ | -------------- |
| Déplacements                         | ?              |
| Aide aux communes                    | ?              |
| Enseignement                         | ?              |
| Environnement, aménagement, logement | ?              |
| Sécurité                             | ?              |